# Arctoconopa bifurcata
Arctoconopa bifurcata là một loài ruồi trong họ Limoniidae. Chúng phân bố ở miền Cổ bắc.